# Championnat d'Amérique du Nord masculin de volley-ball 2019
Navigation
Édition précédente Édition suivante
Le Championnat d'Amérique du Nord de volley-ball masculin 2019 est la vingt-sixième édition du championnat d'Amérique du Nord de volley-ball masculin. Il s'est déroulé du 2 septembre 2019 au 8 septembre 2019 à Winnipeg au Canada. Il met aux prises les huit meilleures équipes continentales et sacre Cuba pour la seizième fois.

## Équipes présentes
Les huit équipes qualifiées sont l'équipe hôte, le Canada, et les sept (autres) équipes les mieux classées au classement continental NORCECA le 1er janvier 2019. Le Suriname déclare forfait en raison de difficultés financières et la compétition ne se joue plus qu'à sept équipes,.
| - Canada - États-Unis - Cuba - Porto Rico | - Mexique - République dominicaine - Guatemala - Suriname |

## Compétition
La compétition se joue en deux phases. D'abord un tour préliminaire où les équipes sont réparties en deux poules de quatre équipes (trois pour la poule A à cause du forfait du Suriname). Chaque équipe rencontre toutes les équipes de sa poule , les matchs contre le Suriname sont considérés gagnés 3 set 0 (trois fois 25-0). 
Vient ensuite la phase de classement, qui se déroule en plusieurs étapes. Alors que les deux équipes qui terminent premières de leur poule sont directement qualifiées pour les demi-finales, les deuxièmes et troisièmes s'affrontent lors de matchs « de barrage » dont les vainqueurs se qualifient pour les demi-finales alors que les deux perdants jouent le tournoi de classement pour les places 5 à 7. Classiquement les vainqueurs des demi-finales s'affrontent en finale pour le titre pendant que les perdants jouent une petite finale pour la troisième places. Les deux demi-finalistes éliminés jouent un match entre eux, qui détermine le cinquième, et le perdant de ce match joue un dernier match contre la septième équipe pour attribuer les sixième et septième places.

### Tour préliminaire
Les critères de classement des poules sont d'abord le nombre de victoires, puis en cas d'égalité le nombre de points, puis le ratio points gagnés sur points perdus, puis le ratio sets gagnés sur sets perdus et enfin le résultat lors de la confrontation entre les deux équipes.
Les points sont attribués comme suit :
Pour un score de 3-0, cinq points pour le vainqueur, et aucun pour le perdant; pour un score de 3-1, quatre points pour le vainqueur et un pour le perdant; pour un score de 3-2, trois points pour le vainqueur et deux pour le perdant.

#### Composition des poules
| Poule A                            | Poule B                                          |
| ---------------------------------- | ------------------------------------------------ |
| Canada Mexique Porto Rico Suriname | États-Unis Cuba République dominicaine Guatemala |

#### Poule A
| # | Équipe     | Pts | J | G | Gt | Pt | P | Sp | Sc | Ratio | Pp  | Pc  | Ratio |
| 1 | Canada     | 15  | 3 | 3 | 0  | 0  | 0 | 15 | 0  | MAX   | 225 | 101 | 2.228 |
| 2 | Mexique    | 10  | 3 | 2 | 0  | 0  | 1 | 6  | 3  | 2     | 195 | 141 | 1.383 |
| 3 | Porto Rico | 5   | 3 | 1 | 0  | 0  | 2 | 3  | 6  | 0.5   | 200 | 153 | 1.307 |
| 4 | Suriname   | 0   | 0 | 0 | 0  | 0  | 3 | 0  | 9  | 0     | 0   | 225 | 0     |

#### Poule B
| # | Équipe                 | Pts | J | G | Gt | Pt | P | Sp | Sc | Ratio | Pp  | Pc  | Ratio |
| 1 | États-Unis             | 15  | 3 | 3 | 0  | 0  | 0 | 9  | 0  | MAX   | 226 | 172 | 1.314 |
| 2 | Cuba                   | 10  | 3 | 2 | 0  | 0  | 1 | 6  | 3  | 2     | 222 | 189 | 1.175 |
| 3 | République dominicaine | 9   | 3 | 2 | 0  | 0  | 1 | 3  | 7  | 0.429 | 201 | 241 | 0.834 |
| 4 | Guatemala              | 1   | 3 | 0 | 0  | 0  | 3 | 1  | 9  | 0.111 | 220 | 267 | 0.824 |

### Phase de classement

#### Classement 1-4
|  | Quarts de finale                  | Quarts de finale                  |                                   |                                   | Demi-finales                | Demi-finales                |  |  | Finale                            | Finale                            |
|  | Quarts de finale                  | Quarts de finale                  |                                   |                                   | Demi-finales                | Demi-finales                |  |  | Finale                            | Finale                            |
|  |                                   |                                   |                                   |                                   |                             |                             |  |  |                                   |                                   |
|  | 05.09.19, 25-19 25-21 17-25 25-17 | 05.09.19, 25-19 25-21 17-25 25-17 |                                   |                                   | 06.09.19, 25–18 25–16 25–23 | 06.09.19, 25–18 25–16 25–23 |  |  | 07.09.19, 25-18 21-25 25-20 25-20 | 07.09.19, 25-18 21-25 25-20 25-20 |
|  | 05.09.19, 25-19 25-21 17-25 25-17 | 05.09.19, 25-19 25-21 17-25 25-17 |                                   |                                   | 06.09.19, 25–18 25–16 25–23 | 06.09.19, 25–18 25–16 25–23 |  |  | 07.09.19, 25-18 21-25 25-20 25-20 | 07.09.19, 25-18 21-25 25-20 25-20 |
|  | 05.09.19, 25-19 25-21 17-25 25-17 | 05.09.19, 25-19 25-21 17-25 25-17 | Mexique                           | 0                                 |                             |                             |  |  | 07.09.19, 25-18 21-25 25-20 25-20 | 07.09.19, 25-18 21-25 25-20 25-20 |
|  | Mexique                           | 3                                 | Mexique                           | 0                                 |                             |                             |  |  | 07.09.19, 25-18 21-25 25-20 25-20 | 07.09.19, 25-18 21-25 25-20 25-20 |
|  | Mexique                           | 3                                 | États-Unis                        | 3                                 |                             |                             |  |  | 07.09.19, 25-18 21-25 25-20 25-20 | 07.09.19, 25-18 21-25 25-20 25-20 |
|  | République dominicaine            | 1                                 | États-Unis                        | 3                                 |                             |                             |  |  | 07.09.19, 25-18 21-25 25-20 25-20 | 07.09.19, 25-18 21-25 25-20 25-20 |
|  | République dominicaine            | 1                                 | 06.09.19, 17-25 25–22 25–22 25-19 | 06.09.19, 17-25 25–22 25–22 25-19 | Cuba                        | 3                           |  |  |                                   |                                   |
|  | 05.09.19, 25-21 25-22 28-26       |                                   | 06.09.19, 17-25 25–22 25–22 25-19 | 06.09.19, 17-25 25–22 25–22 25-19 | Cuba                        | 3                           |  |  |                                   |                                   |
|  |                                   | États-Unis                        | 06.09.19, 17-25 25–22 25–22 25-19 | 06.09.19, 17-25 25–22 25–22 25-19 | 1                           |                             |  |  |                                   |                                   |
|  | Cuba                              | États-Unis                        | 06.09.19, 17-25 25–22 25–22 25-19 | 06.09.19, 17-25 25–22 25–22 25-19 | 1                           | 3                           |  |  |                                   |                                   |
|  | Cuba                              | Cuba                              | 0                                 |                                   |                             | 3                           |  |  |                                   |                                   |
|  | Porto Rico                        | Cuba                              | 0                                 | 0                                 |                             |                             |  |  |                                   |                                   |
|  | Porto Rico                        | Canada                            | 3                                 | 0                                 |                             |                             |  |  |                                   |                                   |
|  |                                   | Canada                            | 3                                 | Match pour la 3e place            |                             |                             |  |  |                                   |                                   |
|  |                                   |                                   |                                   |                                   |                             |                             |  |  |                                   |                                   |
|  | 07.09.19, 25-14 25-18 25-12       |                                   |                                   |                                   |                             |                             |  |  |                                   |                                   |
|  |                                   |                                   |                                   |                                   |                             |                             |  |  |                                   |                                   |
|  | Canada                            | 3                                 |                                   |                                   |                             |                             |  |  |                                   |                                   |
|  | Canada                            | 3                                 |                                   |                                   |                             |                             |  |  |                                   |                                   |
|  | Mexique                           | 0                                 |                                   |                                   |                             |                             |  |  |                                   |                                   |
|  | Mexique                           | 0                                 |                                   |                                   |                             |                             |  |  |                                   |                                   |

#### Classement 5 à 7
|  | Match pour la 5e place                 | Match pour la 5e place                 | Match pour la 5e place                 | Match pour la 5e place                 |                        |                        | Match pour la 6e place            | Match pour la 6e place            | Match pour la 6e place            | Match pour la 6e place            |
|  |                                        |                                        |                                        |                                        |                        |                        |                                   |                                   |                                   |                                   |
|  | 06.09.19, 25–23 14–25 25–21 23–25 6–15 | 06.09.19, 25–23 14–25 25–21 23–25 6–15 | 06.09.19, 25–23 14–25 25–21 23–25 6–15 | 06.09.19, 25–23 14–25 25–21 23–25 6–15 |                        |                        | 07.09.19, 28–30 25–13 28–26 25–19 | 07.09.19, 28–30 25–13 28–26 25–19 | 07.09.19, 28–30 25–13 28–26 25–19 | 07.09.19, 28–30 25–13 28–26 25–19 |
|  | République dominicaine                 | République dominicaine                 | 2                                      | 2                                      |                        |                        | 07.09.19, 28–30 25–13 28–26 25–19 | 07.09.19, 28–30 25–13 28–26 25–19 | 07.09.19, 28–30 25–13 28–26 25–19 | 07.09.19, 28–30 25–13 28–26 25–19 |
|  | République dominicaine                 | République dominicaine                 | 2                                      | 2                                      |                        |                        | 07.09.19, 28–30 25–13 28–26 25–19 | 07.09.19, 28–30 25–13 28–26 25–19 | 07.09.19, 28–30 25–13 28–26 25–19 | 07.09.19, 28–30 25–13 28–26 25–19 |
|  | Porto Rico                             | Porto Rico                             | 3                                      | 3                                      |                        |                        | 07.09.19, 28–30 25–13 28–26 25–19 | 07.09.19, 28–30 25–13 28–26 25–19 | 07.09.19, 28–30 25–13 28–26 25–19 | 07.09.19, 28–30 25–13 28–26 25–19 |
|  | Porto Rico                             | Porto Rico                             | 3                                      | 3                                      | République dominicaine | République dominicaine | 3                                 | 3                                 |                                   |                                   |
|  |                                        |                                        |                                        |                                        | République dominicaine | République dominicaine | 3                                 | 3                                 |                                   |                                   |
|  |                                        |                                        | Guatemala                              | Guatemala                              | 1                      | 1                      |                                   |                                   |                                   |                                   |
|  |                                        |                                        |                                        |                                        | 1                      | 1                      |                                   |                                   |                                   |                                   |
|  |                                        |                                        |                                        |                                        |                        |                        |                                   |                                   |                                   |                                   |
|  |                                        |                                        |                                        |                                        |                        |                        |                                   |                                   |                                   |                                   |
|  |                                        |                                        |                                        |                                        |                        |                        |                                   |                                   |                                   |                                   |

## Classement final
| Place              | Équipe                 |
| ------------------ | ---------------------- |
| Médaille d'or      | Cuba                   |
| Médaille d'argent  | États-Unis             |
| Médaille de bronze | Canada                 |
| 4                  | Mexique                |
| 5                  | Porto Rico             |
| 6                  | République dominicaine |
| 7                  | Guatemala              |
| 8                  | Suriname               |

## Distinctions individuelles
À la fin du tournoi, en plus du classement final, des récompenses individuelles sont attribuées :
- MVP : Miguel Ángel López
- Meilleur marqueur : Henry Tapia
- Meilleur attaquant : Rico Luis Garcìa
- Meilleur contreur : Roamy Alonso
- Meilleur serveur : Osniel Melgarejo (en)
- Meilleur passeur : Rico Luis Garcìa
- Meilleur défenseur : Kyle Dagostino
- Meilleur réceptionneur : Jesús Rangel (en)
- Meilleur libero : Kyle Dagostino